# Drăgoiești
Drăgoiești is een Roemeense gemeente in het district Suceava.
Drăgoiești telt 2560 inwoners.